# Октябрьское (Узункольский район)
Октябрьское (каз. Октябрь) — упразднённое село в Пресногорьковском сельском округе Узункольского района Костанайской области Казахстана. В 2019 году было присоединено к селу Крутоярка того же округа.
Код КАТО — 396651600.
В 3 км к северо-востоку от села находится озеро Моховое.

## Население
В 1999 году население села составляло 136 человек (66 мужчин и 70 женщин). По данным переписи 2009 года, в селе проживало 97 человек (46 мужчин и 51 женщина).